# Viñedo de Languedoc-Rosellón

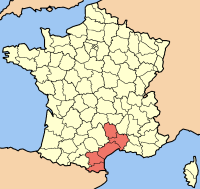
Mapa de la región Languedoc-Rosellón: departamentos de Aude, Gard, Hérault, Lozère y Pirineos Orientales.

El viñedo de Languedoc-Rosellón (en francés, Vignoble du Languedoc-Rousillon) recibe en realidad su nombre de la región administrativa epónima (región de Languedoc-Rosellón) y está constituido de los viñedos correspondientes a las dos regiones unidas en una: el viñedo de Rosellón y el viñedo de Languedoc. Juntas, las dos regiones constituyen el área vinícola francesa situada en el sur del país, a orillas del mar Mediterráneo.

## Historia

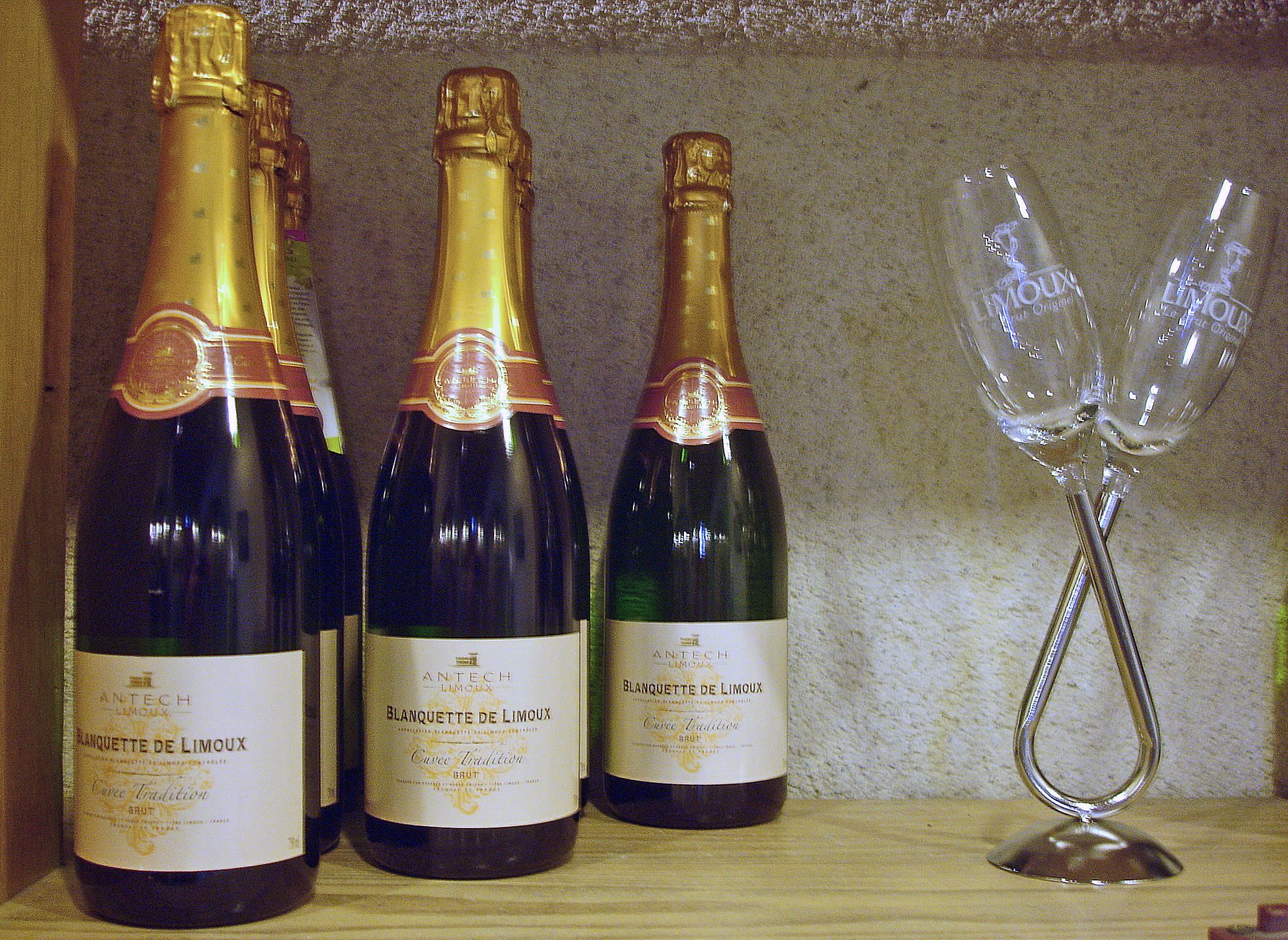
Botellas de la AOC Blanquette de Limoux.

Los dos viñedos constituyen una de las áreas vinícolas más antiguas, junto con la Provenza. Los vinos del Languedoc-Rosellón, considerados durante mucho tiempo como vinos de calidad inferior, conocen, desde la llegada de los vinos varietales (comercializados en su mayor parte bajo el nombre vin de pays d'Oc) en los años 1980, una renovación de su popularidad entre los consumidores. Investigaciones modernas han acabado prácticamente por demostrar que el vino espumoso más antiguo del mundo es la Blanquette de Limoux, más antigua incluso que el Champán.

## Denominaciones
El Languedoc-Rosellón es el mayor productor de vinos de mesa. En el Languedoc hay un VDQS, el Côtes de la Malepère. El resto de vinos de ambos viñedos (Languedoc y Rosellón) son vinos de la tierra (vin de pays) así como naturalmente los muy franceses AOC.

### Denominaciones AOC del viñedo de Languedoc
- Blanquette de Limoux
- Blanquette de Limoux méthode ancestrale
- Cabardès
- Clairette de Bellegarde
- Clairette du Languedoc
- Corbières
- Coteaux du Languedoc (área general)
- Coteaux du Languedoc (área dividida en trece subzonas)
  - Coteaux du Languedoc Cabrières
  - Coteaux du Languedoc Grès de Montpellier
  - Coteaux du Languedoc La Méjanelle
  - Coteaux du Languedoc Saint-Christol
  - Coteaux du Languedoc Vérargues
  - Coteaux du Languedoc Saint-Drézery
  - Coteaux du Languedoc Saint-Georges-d'Orques
  - Coteaux du Languedoc Saint-Saturnin
  - Coteaux du Languedoc La Clape
  - Coteaux du Languedoc Quatourze
  - Coteaux du Languedoc Montpeyroux
  - Coteaux du Languedoc Pic-Saint-Loup
  - Coteaux du Languedoc Picpoul-de-Pinet.

Un ejemplo de viñedos languedocianos: los del departamento del Aude.

- Crémant de Limoux
- Faugères
- Fitou
- Frontignan
- Limoux
- Minervois
- Minervois - La Livinière
- Muscat de Frontignan
- Muscat de Lunel
- Muscat de Mireval
- Muscat de Saint-Jean-de-Minervois
- Saint-Chinian
- Vin de Frontignan

### Denominaciones AOC del viñedo de Rosellón
- Banyuls
- Banyuls grand cru
- Banyuls grand cru Rancio
- Banyuls Rancio
- Collioure
- Côtes du Roussillon
- Côtes du Roussillon Les Aspres
- Côtes du Roussillon Villages
- Côtes du Roussillon Villages Caramany
- Côtes du Roussillon Villages Latour de France
- Côtes du Roussillon Villages Lesquerde
- Côtes du Roussillon Villages Tautavel
- Grand Roussillon
- Grand Roussillon Rancio
- Maury
- Maury Rancio
- Muscat de Rivesaltes
- Rivesaltes

## Variedades viníferas

### Blancas
- Bourboulenc
- Chardonnay
- Chenin
- Clairette
- Grenache Blanc
- Maccabéo
- Marsanne
- Mauzac
- Picpoul
- Roussanne
- Terret Blanc

### Tintos y rosados
- Cabernet franc
- Cabernet sauvignon
- Carignan
- Cinsault
- Cournoise
- Fer servadou
- Grenache noir y Rosé
- Lladoner pelut
- Merlot
- Mourvèdre
- Picpoul
- Syrah
- Terret noir